# Чобанян, Арам
Чобанян Арам (род. 10 августа 1929, г. Потакет, округ Провиденс, штат Род-Айленд, США) — американский ученый-врач армянского происхождения, девятый президент Бостонского университета (2003—2005), доктор медицинских наук, кардиолог, Иностранный член Национальной академии наук Республики Армения и Европейской академии наук, в его честь переименована Медицинская школа Бостонского университета.

## Биография
Родители Чобаняна бежали от геноцида армян. Дедушка по отцовской линии был убит турками, а его родители в конце концов по отдельности прибыли в США в детстве.
Получил степень бакалавра (1951 г.) в области биологии в Университете Брауна и степень доктора медицины (1955 г.) в Гарвардской медицинской школе.
Чобанян стал директором-основателем Института сердечно-сосудистых заболеваний Уитакера (Whitaker Cardiovascular Institute) в 1973 году. С 1975 по 1995 год он также занимал должность директора Специализированного исследовательского центра гипертонии, финансируемого Национальным институтом здравоохранения. Д-р Чобанян был назначен профессором университета и заслуженным профессором медицинских наук имени Джона И. Сэндсона. Он стал деканом медицинского факультета в 1988 году и ректором медицинского кампуса Бостонского университета в 1996 году. Чобанян сыграл ведущую роль в слиянии Бостонской городской больницы с больницей Медицинского центра Бостонского университета с целью создания Бостонского медицинского центра. Чобанян является первым лауреатом премии Американской кардиологической ассоциации за заслуги в жизни в области гипертонии.